# دایانا گابالدون
دایانا «ج» گابالدون (انگلیسی: Diana J. Gabaldon؛ زادهٔ ۱۱ ژانویهٔ ۱۹۵۲) نویسنده آمریکایی است که عمدهٔ شهرتش را برای نوشتن مجموعه کتاب‌های «غریبه» کسب کرده‌است. کتاب‌های او ژانرهای مختلفی را ادغام می‌کند که شامل عناصر «تاریخی»، «عاشقانه»، «رمز و راز»، «ماجراجویی» و «علمی و تخیلی» است. اقتباس تلویزیونی از رمان‌های غریبه برای اولین بار در شبکه «استارز» در سال ۲۰۱۴ به نمایش درآمد.

## زندگی و تحصیل

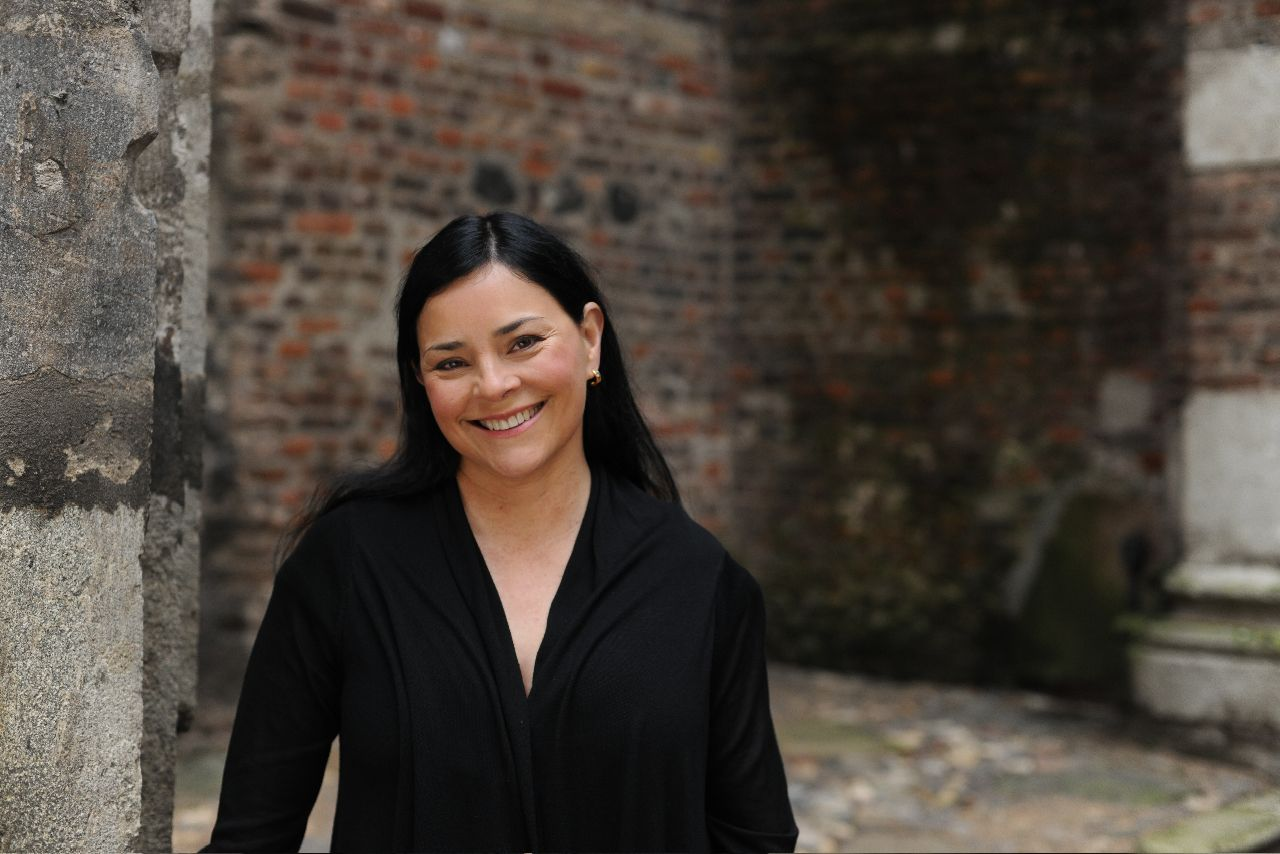
دایانا گابالدون

گابالدون در ۱۱ ژانویه ۱۹۵۲ در اسکاتسدیل، آریزونا ایالات متحده زاده شد، والدین وی «ژاکلین سایکس» و «تونی گابالدون» می‌باشند. پدر او از نژاد مکزیکی و مادرش نیز انگلیسی بود.
پدر وی ۱۶ سال سناتور ایالت آریزونا بود.
گابالدون در فلگستف، آریزونا بزرگ شد. وی توانست لیسانس علوم جانورشناسی را از دانشگاه آریزونای شمالی در سال۱۹۷۳، لیسانس علوم زیست‌شناسی دریایی از دانشگاه کالیفرنیا، سن دیگو و در سال ۱۹۷۸ دکترای بوم‌شناسی رفتاری از دانشگاه آریزونا شمالی بدست‌آورد.

## حرفه
در اواسط دهه ۱۹۸۰، گابالدون بررسی‌های نرم‌افزاری و مقالات‌فنی را برای نشریات رایانه‌ای انجام می‌داد و همچنین توانست مجموعهٔ زیادی از مقالات علمی مشهور کمیک‌های دیزنی بنویسد.
گابالدون در سال ۱۹۸۴ هنگامی که در مرکز مطالعات زیست‌محیطی در «دانشگاه ایالتی آریزونا» کار می‌کرد موفق شد فصل‌نامه «Science Software» را منتشر کند.
وی ۱۲ سال قبل از عزیمت به نوشتن تمام وقت، استادی با تبحر در محاسبات علمی بود.

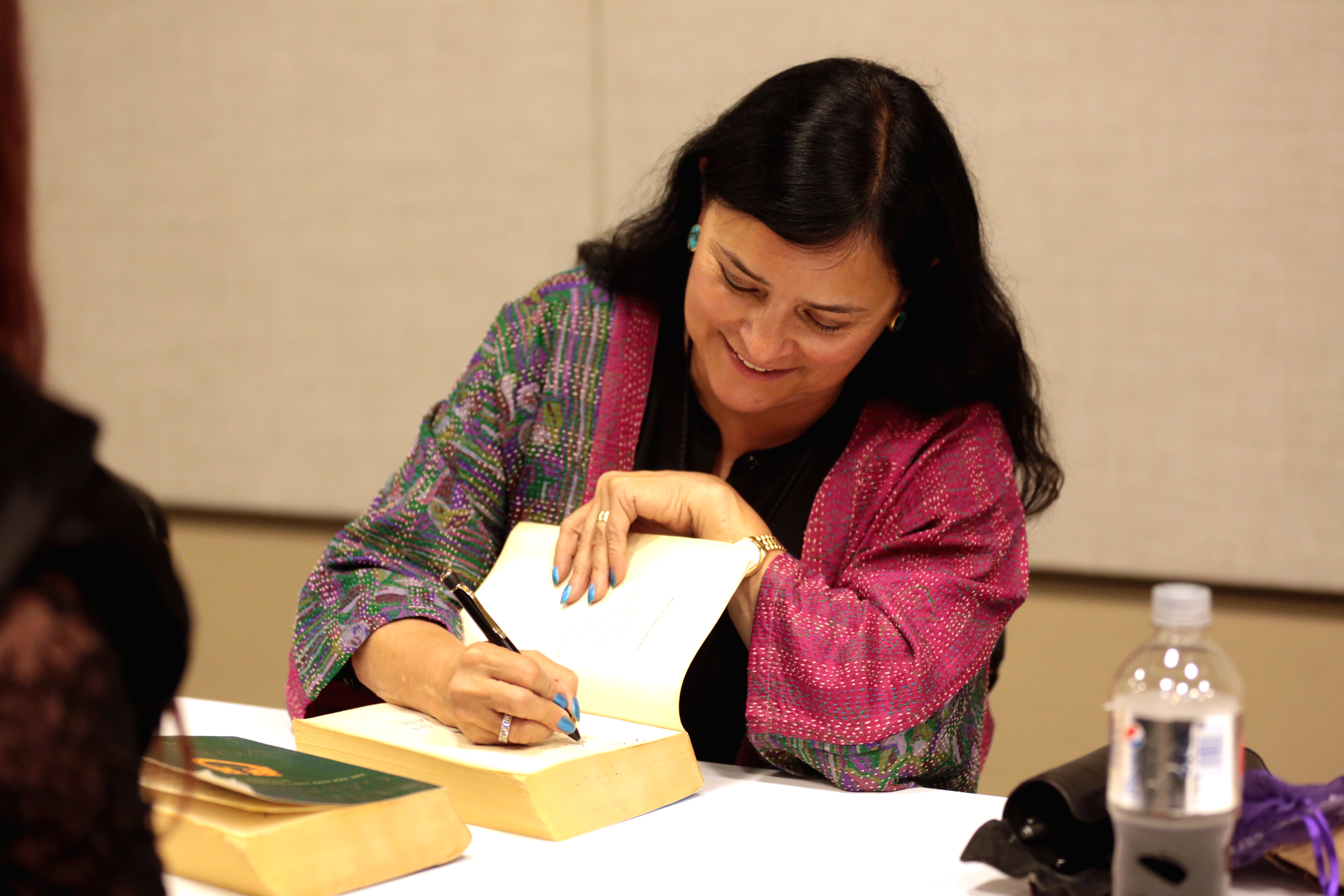
گابالدون در حال امضای کتاب‌هایش در کمیک فونیکس، آریزونا سال ۲۰۱۷

## زندگی‌شخصی
گابالدون به‌همراه همسرش «داگ واتکینز»، ۳ فرزند بزرگسالش در اسکاتسدیل، آریزونا زندگی می‌کند. وی ۲ دختر و ۱ پسر دارد.
پسرش «سام سایکس» نیز نویسنده رمان‌های فانتزی است.
گابالدون یک کاتولیک رومی است.

## اقتباس‌ها
مجموعه Outlander در کتاب‌های صوتی بدون مجوز که توسط Davina Porter و Geraldine James بازخوانی شده، منتشر شده‌است، و همچنین چندین کتاب از مجموعهٔ Lord John که به صورت کتاب صوتی منتشر شده‌است که توسط Jeff Woodman بازخوانی شده‌است.
اقتباس تلویزیونی از مجموعهٔ Outlander در ۹ اوت ۲۰۱۴ توسط شبکه استارز در ایالات متحده به نمایش درآمد.
گابالدون، اوت ۲۰۱۴ نقش Iona MacTavish را در اپیزود «The Gathering» مجموعهٔ تلویزیونی غریبه به‌صورت افتخاری بازی کرد و همچنین در سال ۲۰۱۶، فیلمنامهٔ قسمت Vengeance is Mine، فصل دوم این مجموعه را نوشت.
در سال ۲۰۱۰ گابالدون سومین فصل مجموعه تلویزیونی غریبه را بر اساس رمان The Exile: An Outlander Graphic Novel اقتباس کرد.

## جوایز و موفقیت‌ها
- گابالدون در سال ۱۹۹۱ برنده جایزه بهترین مجموعه عاشقانه RITA Award شد. (برای مجموعه Outlander)
- داستان یک‌نفس از برف و خاکستر ۲۰۰۵ در شماره ۱ از لیست پرفروش‌ترین داستانهای علمی تخیلی نیویورک تایمز و برنده Quill Award برای داستان‌های علمی - تخیلی و ترسناک شد.
- در سال ۲۰۰۷، روزنامه Montreal Gazette خاطرنشان کرد که کتاب‌های گابالدون در ۲۴ کشور و به ۱۹ زبان تقاضا دارند و اینکه کتاب‌های این نویسنده همچنان یکی پس از دیگری پرفروش است
- کتاب Lord John and the Private Matter در سال ۲۰۰۳ به رتبه ۸ در فهرست پرفروش‌ترین داستان‌های علمی تخیلی New York Times رسید.
- در سال ۲۰۰۷، کتاب Lord John and the Brotherhood of the Blade به رتبه ۱ و مجموعه Hand of Devils collection به شماره ۲۴ در لیست پرفروش‌ترین داستانهای علمی تخیلی نیویورک تایمز رسید.
- کتاب The Scottish Prisoner در شماره ۶ در لیست پرفروش‌ترین کتاب داستان‌های الکترونیکی نیویورک تایمز و در سال ۲۰۱۱ رمان A Plague of Zombies توسط Mystery Writers of America برای بهترین «رمان کوتاه» نامزد دریافت جایزه ادگار شد. همچنین هفته نامهٔ پابلیشرز ویکلی با مرور بر مجموعه کتاب‌های لرد جان گفت که نثر گابالدون کاملاً زیبا است و اینکه او "شادی وافری را برای داستان خود به ارمغان می‌آورد که حتی برای خوانندگان ناآشنای وی نیز خوب است.